# Касонго Н'ємбу
Касонго Н'ємбу (д/н — 1931) — мулохве (володар) держави Луба в 1885/1886—1917 роках.

## Життєпис
Син мулохве Касонго Каломбо. Після загибелі останнього 1885 або 1886 року оголосив себе новим правителем. Втім проти нього виступив стрийко Ндаї Манді, а потім брат Кабонго Кумвімба Шімбу. В результаті Луба розпалася на 3 частини. Почалася запекла війна. Цим скористалися бельгійські чиновники Вільної держави Конго, які в обмін на підтримки кожного з правителів умовили визнати протекторат Конго.
Запекла війна ослабила усі сторони, в ній загинув Ндаї Манді. Уряд вільної держави Конго був не зацікавлений у війні між Касонго Н'ємбу та його братом Кабонго Кумвімба Шімбу, тому змусив їх замиритися.
В подальші роки відбувається проникнення бельгійських підприємців, що намагалися захопити місцеві копальні. Разом з тим конфлікти з ними не були гострими через збереження небезпеки з боку держави Мсірі на півдні. Лише після зникнення цієї загрози 1891 року відбувається активізація європейських підприємців.
У 1905 році у відповідь на обмеження прав та посилене захоплення природних багатств Касонго Н'ємбу повстав проти бельгійців. Останніх підтримали британці з Південно-Африканської компанії.
У 1906 році було утворено британо-бельгійську «Горнодобувну компанію Верхньої Катанги», яка взяла в оренду в Вільної держави Конго землі Луби. Після цього повстання Касонго Н'ємбу підтримав Кабонго Кумвімба Шімбу. Після загибелі (або смерті від хвороби) останнього в 1912 році Н'ємбу об'єднав власні землі Луби. Чинив спротив до 1917 року, коли потрапив у полон. Його землі увійшли до Бельгійського Конго (з 1908 року утворилося замість вільної держави Конго).
Колишнього мулохве було заслано до Бута, де той помер 1931 року. Номінальним мулохве став Ілунга Кумвімбо, після смерті якого 1926 році землі Луби остаточно приєднано до Бельгійського Конго.